# 天主教鲁尔蒙德教区
天主教魯爾蒙德教區（拉丁語：Dioecesis Ruremundensis）是羅馬天主教在荷蘭的一個教教區，屬烏特勒支總教區。
教區位於荷蘭東南部林堡省。2011年，有1,081,000名教友，估轄區總人口96%，有313個堂區、475名司鐸、71名終身執事、440名修士、1,045名修女。
現任主教為方濟‧若瑟·維爾茨。
成立於1559年5月12日成立，1801年11月29日因《1801年教務專約》被撤銷。1853年3月4日恢復。

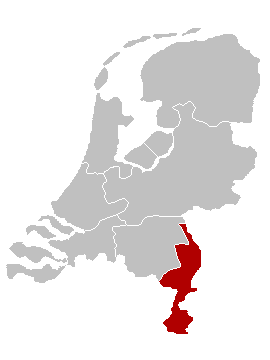
魯爾蒙德教區管轄範圍圖